# たんぽぽのティアラ
『たんぽぽのティアラ』は、竹田真理子による日本の漫画作品。

## 概要
『なかよし』（講談社）において、1992年に連載された。

## あらすじ
天然パーマが悩みの早紀は、しっかり者の少女だが、下宿先の遠縁の家でもクラスでも、皆の世話することに嫌気がさしていた。密かに思いを寄せる下宿先の1人息子・尚利からのティアラを夢見ているけど、クールな彼は常に飄々としていた。そこに、美人で評判だった幼馴染のゆかりが転校生として戻ってきて、尚利を巡る恋敵になってしまう。

## 書誌情報
竹田真理子 『たんぽぽのティアラ』 講談社〈講談社コミックスなかよし〉、全1巻
- 1巻、1992年10月6日発行、ISBN 4-06-178732-2